# Hydrophorus phoca
Hydrophorus phoca är en tvåvingeart som beskrevs av Aldrich 1911. Hydrophorus phoca ingår i släktet Hydrophorus och familjen styltflugor. Inga underarter finns listade i Catalogue of Life.